# Wolfgang Will
Wolfgang Will (* 15. Dezember 1948 in Bamberg) ist ein deutscher Althistoriker.

## Leben und Leistungen
Wolfgang Will studierte an der Friedrich-Alexander-Universität Erlangen-Nürnberg Alte Geschichte, Archäologie und Griechisch. Er wurde 1979 in Erlangen promoviert mit der Arbeit Athen und Alexander. Untersuchungen zur Geschichte der Stadt von 338–322 v. Chr. Er lehrt seit 1982, zunächst als Akademischer Rat bzw. Oberrat, am jetzigen Institut für Geschichtswissenschaft, Abteilung für Alte Geschichte, der Bonner Universität. Die Habilitation erfolgte 2001, seitdem lehrt er als Privatdozent. 
Er veröffentlichte zahlreiche biographische Darstellungen, darunter Biographien zu Alexander dem Großen und zu Caesar. In der Fachwelt trat er vor allem auch mit Veröffentlichungen zur griechischen Geschichtsschreibung hervor. Von ihm erschien 2003 sein umfangreiches Buch Thukydides und Perikles, 2006 die Abhandlung Der Untergang von Melos und 2015 eine Studie, die einen systematischen Überblick über Herodot (ca. 485–424) und Thukydides (ca. 455–395) liefert. Für den Neuen Pauly steuerte Wolfgang Will eine große Anzahl prosopografischer Artikel zur römischen Geschichte bei. Zur Vollendung seines 65. Lebensjahres wurde er mit einer Festschrift geehrt.

## Schriften (Auswahl)
Monographien
- Athen und Alexander. Untersuchungen zur Geschichte der Stadt von 338–322 v. Chr. (= Münchener Beiträge zur Papyrusforschung und antiken Rechtsgeschichte. Heft 77). C. H. Beck, München 1983, ISBN 3-406-09577-1.
- Alexander der Große (= Geschichte Makedoniens. Band 2). Kohlhammer, Stuttgart 1986, ISBN 3-17-008939-0.
- Der römische Mob. Soziale Konflikte in der späten Republik (= WB-Forum. Band 62). Wissenschaftliche Buchgesellschaft, Darmstadt 1991, ISBN 3-534-80129-6.
- Julius Caesar. Eine Bilanz. Kohlhammer, Stuttgart 1992, ISBN 3-17-009978-7.
- Perikles. Rowohlt, Reinbek 1995, ISBN 3-499-50474-X.
- Thukydides und Perikles. Der Historiker und sein Held (= Antiquitas. Reihe 1: Abhandlungen zur alten Geschichte. Band 51). Habelt, Bonn 2003, ISBN 3-7749-3149-6.
- Der Untergang von Melos. Machtpolitik im Urteil des Thukydides und einiger Zeitgenossen. Habelt, Bonn 2006, ISBN 3-7749-3441-X.
- Veni, vidi, vici. Caesar und die Kunst der Selbstdarstellung (= Geschichte erzählt. Band 11). Wissenschaftliche Buchgesellschaft/Primus, Darmstadt 2008, ISBN 978-3-89678-333-2.
- Caesar. Wissenschaftliche Buchgesellschaft/Primus, Darmstadt 2009, ISBN 978-3-89678-671-5 (auch als Hörbuch unter gleichem Titel, Auditorium Maximum, Darmstadt 2010, ISBN 978-3-534-60105-9).
- Alexander der Große. Geschichte und Legende (= Geschichte erzählt. Band 22). Wissenschaftliche Buchgesellschaft/Primus, Darmstadt 2009, ISBN 978-3-89678-809-2.
- Die Perserkriege (C. H. Beck Wissen). C. H. Beck, München 2010, ISBN 978-3-406-60696-0 (2. aktualisierte Auflage, ebenda 2019, ISBN 978-3-406-73610-0; italienische Übersetzung: Le guerre persiane. Mulino, Bologna 2012, ISBN 978-88-15-23715-6).
- Demosthenes. Wissenschaftliche Buchgesellschaft/Primus, Darmstadt 2013, ISBN 978-3-86312-373-4.
- Herodot und Thukydides. Die Geburt der Geschichte. C. H. Beck, München 2015, ISBN 978-3-406-68217-9 (2., durchgesehene und aktualisierte Auflage, ebenda 2021, ISBN 978-3-406-76818-7).
- Athen oder Sparta. Die Geschichte des Peloponnesischen Krieges. C. H. Beck, München 2019, ISBN 978-3-406-74098-5 (2. durchgesehene Auflage, ebenda 2020).
- Der Zug der 10000. Die unglaubliche Geschichte eines antiken Söldnerheeres. C. H. Beck, München 2022, ISBN 978-3-406-79067-6.

Herausgeberschaften und Übersetzungen
- Zu Alexander d. Gr. Festschrift G. Wirth zum 60. Geburtstag am 9. 12. 86. Bd. 1–2. Hakkert, Amsterdam 1987–1988, ISBN 90-256-0933-3
- Alexander der Große – eine Welteroberung und ihr Hintergrund. Vorträge des Internationalen Bonner Alexanderkolloquiums, 19. – 21.12.1996. (= Antiquitas. Reihe 1: Abhandlungen zur alten Geschichte. Band 46). Habelt, Bonn 1998, ISBN 3-7749-2866-5.
- Xenophon, Hellenika. Herausgegeben und übersetzt. Marixverlag, Wiesbaden 2016, ISBN 978-3-7374-1037-3.
- mit Alexander Düren: Pseudo-Plutarch, Leben der zehn Redner. Markellinos, Leben des Thukydides. Übersetzt, eingeleitet und erläutert (= Bibliothek der griechischen Literatur. Band 82). Hiersemann, Stuttgart 2017, ISBN 978-3-7772-1708-6.
- Die Perserkriege. Von Aischylos bis Strabon in Quellen. Ausgewählt, eingeleitet und kommentiert. Marixverlag, Wiesbaden 2019, ISBN 978-3-7374-1123-3.
- Xenophon, Kleine historische und ökonomische Schriften. Griechisch-deutsch. Herausgegeben und übersetzt (Sammlung Tusculum). Walter de Gruyter, Berlin 2020, ISBN 978-3-11-046995-0.
- Xenophon, Anabasis. Der Zug der Zehntausend. Herausgegeben, erläutert und neu aus dem Griechischen übertragen. S. Marix, Wiesbaden 2023, ISBN 978-3-7374-1215-5.